# Danh sách cầu thủ tham dự giải vô địch bóng đá U-20 châu Đại Dương 2008
Các đội bóng đến từ New Zealand, Fiji, Nouvelle-Calédonie và Tahiti thi đấu Giải vô địch bóng đá U-20 châu Đại Dương 2008.

## New Zealand
Huấn luyện viên:  Stu Jacobs
| Số | Vt | Cầu thủ            | Ngày sinh (tuổi)            | Số trận | Câu lạc bộ          |
| -- | -- | ------------------ | --------------------------- | ------- | ------------------- |
| 1  | TM | Rhys Keane         |                             |         |                     |
| 2  | HV | Tim Myers          |                             |         | Waitakere United    |
| 3  | HV | Ian Hogg (captain) | 15 tháng 12, 1989 (18 tuổi) |         | Auckland City       |
| 4  |    | Finlay Milne       |                             |         |                     |
| 5  |    | Sam Campbell       |                             |         |                     |
| 6  | TV | Michael Eager      |                             |         | Team Wellington     |
| 7  | TĐ | Kosta Barbarouses  | 19 tháng 2, 1990 (18 tuổi)  |         | Wellington Phoenix  |
| 8  | TV | Adam McGeorge      |                             |         |                     |
| 9  | TĐ | Greg Draper        | 13 tháng 8, 1989 (19 tuổi)  |         | Wellington Phoenix  |
| 10 |    | Milos Nikolic      |                             |         |                     |
| 11 |    | John Niyonsaba     |                             |         |                     |
| 12 | TV | Cory Chettleburgh  |                             |         | YoungHeart Manawatu |
| 13 |    | Ash Solly          |                             |         |                     |
| 14 |    | Jonathan Raj       |                             |         |                     |
| 15 | TV | Michael Pickering  |                             |         | New Zealand         |
| 16 |    | Alex Barlow        |                             |         |                     |
| 17 | HV | Jacob Matthews     |                             |         |                     |
| 18 | TV | Sam Blackburn      |                             |         | Team Wellington     |
| 19 |    | Nick Keown-Robson  |                             |         |                     |
| 20 | TM | Jake Gleeson       |                             |         | Team Wellington     |

## Fiji
Huấn luyện viên:  Carlos Buzzetti
| Số | Vt | Cầu thủ               | Ngày sinh (tuổi) | Số trận | Câu lạc bộ |
| -- | -- | --------------------- | ---------------- | ------- | ---------- |
| 1  | TM | Wasim Ali             |                  |         |            |
| 2  |    | Peniame Drova         |                  |         |            |
| 3  |    | Amani Makoe           |                  |         |            |
| 4  |    | Josefata Neibuli      |                  |         |            |
| 5  |    | Romuero               |                  |         |            |
| 6  |    | Esava Naqeleca        |                  |         |            |
| 7  |    | Sumeet Krishan        |                  |         |            |
| 8  |    | Ratu Vula Bonaveidogo |                  |         |            |
| 9  |    | Taione Kerevanua      |                  |         |            |
| 10 |    | Nasoni Mereke         |                  |         |            |
| 11 |    | Monit Chand           |                  |         |            |
| 12 |    | Archie Watkins        |                  |         |            |
| 13 |    | James McKay           |                  |         |            |
| 14 |    | Velagio Draunimasi    |                  |         |            |
| 15 |    | Jese Ilimotama        |                  |         |            |
| 16 |    | Ranjesh Prasad        |                  |         |            |
| 17 |    | Samuela Drudru        |                  |         |            |
| 18 |    | Joseva Basudra        |                  |         |            |
| 19 |    | Maciu Tuilau          |                  |         |            |
| 20 | TM | Filimone Boletawa     |                  |         |            |

## Nouvelle-Calédonie
Huấn luyện viên:  Didier Chambaron
| Số | Vt | Cầu thủ             | Ngày sinh (tuổi) | Số trận | Câu lạc bộ |
| -- | -- | ------------------- | ---------------- | ------- | ---------- |
| 1  | TM | Jean Daniel Caee    |                  |         |            |
| 2  |    | Joris GORENDIAWE    |                  |         |            |
| 3  |    | Edmond IPUNESSO     |                  |         |            |
| 4  |    | Jonathan KAKOU      |                  |         |            |
| 5  |    | Jean Claude JEWINE  |                  |         |            |
| 6  |    | Cesar LOLOHEA       |                  |         |            |
| 7  |    | Maxime CHEVRY       |                  |         |            |
| 8  |    | Jean WAHNYAMALLA    |                  |         |            |
| 9  |    | Roy KAYARA          |                  |         |            |
| 10 |    | Rony ATTI           |                  |         |            |
| 11 |    | Warren NAXUE        |                  |         |            |
| 12 |    | Alan HNAUTRA        |                  |         |            |
| 13 |    | Vincent VAKIE       |                  |         |            |
| 14 |    | Jean Philippe SAIKO |                  |         |            |
| 15 |    | Jihovany LOLOHEA    |                  |         |            |
| 16 |    | Theodore HNANGANYAN |                  |         |            |
| 17 |    | Yoahn AUSU          |                  |         |            |
| 18 |    | Jean TYEA           |                  |         |            |
| 19 |    | Yoann BAKO          |                  |         |            |
| 20 | TM | Nicolas IWA         |                  |         |            |

## Tahiti
Huấn luyện viên:  Lionel Charbonnier
| Số | Vt | Cầu thủ             | Ngày sinh (tuổi) | Số trận | Câu lạc bộ |
| -- | -- | ------------------- | ---------------- | ------- | ---------- |
| 2  |    | Tauirai Teiva       |                  |         |            |
| 3  |    | Stephane Faatiarau  |                  |         |            |
| 4  |    | Teheivarii Ludivion |                  |         |            |
| 5  |    | Ariihau Teriitau    |                  |         |            |
| 6  |    | Heimano Bourebare   |                  |         |            |
| 7  |    | Garry Rochette      |                  |         |            |
| 8  |    | Heiarii Tavanae     |                  |         |            |
| 9  |    | Hiva Kamoise        |                  |         |            |
| 11 |    | Stanley Atani       |                  |         |            |
| 12 |    | Rangitea Benett     |                  |         |            |
| 13 |    | Steevy Chong Hue    |                  |         |            |
| 15 |    | Rainui Tze Yu       |                  |         |            |
| 17 |    | Nahui Teiefitu      |                  |         |            |
| 18 |    | Tehau Benett        |                  |         |            |
| 19 |    | Marama Amau         |                  |         |            |
| 20 |    | Lorenzo Tehau       |                  |         |            |
| 21 |    | Alvin Tehau         |                  |         |            |
| 22 | TM | Teheipuarii Hauata  |                  |         |            |
| 23 |    | Jason Mathieu       |                  |         |            |